# مالیات بر درآمد پاپی

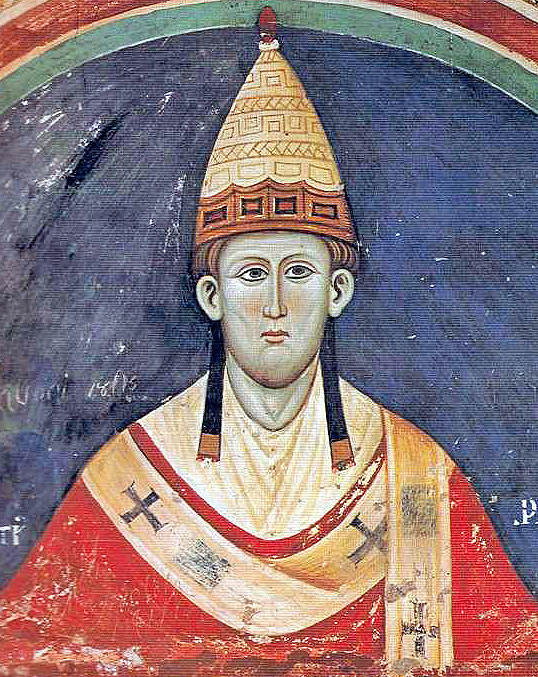
پاپ اینوسنت سوم به عنوان نخستین پاپی که مالیات بر درآمد را وضع کرد.

مالیات بر درآمد پاپی (انگلیسی: Papal income tax) برای اولین بار در سال ۱۱۹۹ توسط پاپ اینوسنت سوم وضع شد و در ابتدا همه روحانیون کاتولیک را ملزم به پرداخت یک چهلم درآمد کلیسایی سالانه خود برای حمایت از جنگ‌های صلیبی می‌کرد. دومین مالیات بر درآمد طی شورای چهارم لاتران در سال ۱۲۱۵ وضع شد و تنها یک بیستم درآمد سه ساله را تشکیل می‌داد.
این رویه بارها توسط جانشینان اینوسنت سوم ادامه یافت و با تهدید کلیسا، توقیف اموال و اغلب با استفاده از زور اجرا می‌شد. اولین باری که این مالیات وضع شد، به پرداخت‌کنندگان وعده داده شد که در صورت پرداخت داوطلبانه و صادقانه، یک چهارم از مبلغ توبه تخفیف داده خواهد شد؛ بار دوم، عدم رعایت آن صرفاً با تهدید به تکفیر مواجه شد. در چند مورد، پاپ‌ها قبل از وضع مالیات بر درآمد، شورای عمومی تشکیل می‌دادند، اما بیشتر اوقات این مالیات را صرفاً با اختیار خود وضع می‌کردند.
این موضوع بعدها برای جنگ‌های صلیبی که در بیرون اراضی مقدس به وقوع می‌پیوستند، مورد استفاده قرار گرفت. به عنوان مثال، پاپ گریگوری نهم در سال ۱۲۲۸، یک دهم مالیات بر درآمد را برای تأمین مالی جنگ خود علیه فریدریش دوم، امپراتور مقدس روم، وضع کرد. تا سال ۱۲۵۳، عبارت «درآمدها و دریافتی‌های کلیسایی» با دقت بیشتری تعریف و تفسیر شد تا شامل جنبه‌های مادی و معنوی نیز بشود. در سال ۱۲۷۴، تجارب مالیات‌های گذشته جمع‌آوری‌شده و در مجموعه‌ای از دستورالعمل‌ها برای مأموران وصول مالیات در فرانسه، تحت نظارت گریگوری دهم، تدوین شد. پاپ بونیفاس هشتم نیز در سال ۱۳۰۱، قانون مالیات را در قانون کلیسا گنجاند.
پاپ‌های قرن چهاردهم و پانزدهم مالیات‌های مشابهی را برای مصارف شخصی و همچنین برای جنگ علیه ترکان عثمانی و دیگران وضع کردند. مالیات‌هایی می‌توانستند یا بر تمامی کلیسایهای جهان، روحانیون یک کشور یا حتی بر گروهی از مناطق اعمال شوند. در حالی که اولین مالیات‌های صلیبی مستقیماً به صلیبیون پرداخت می‌شد، تا اواسط قرن سیزدهم مرسوم شد که مالیات مستقیماً به پادشاهان، شاهزادگان یا اشرافی که قول پیوستن به جنگ صلیبی را داده بودند، پرداخت شود. اگر جنگ صلیبی هرگز اتفاق نمی‌افتاد، پول به گنجینه رسولان بازگردانده می‌شد.
عدم پرداخت مالیات پاپ شایع بود و حاکمان حتی با قدرت اندک معمولاً می‌توانستند در مقابل این مالیات ایستادگی کنند، اگر نه در به دست آوردن بخشی از آن برای خودشان، یا حتی متقاعد کردن دستگاه پاپ به صرفاً عمل به عنوان واسطه در وضع مالیات‌های خودشان (با یا بدون بهانه جنگ صلیبی) عمل کنند. به عنوان مثال، ادوارد یکم و ادوارد دوم موفق شدند بیش از نیمی از یک‌دهم مالیات معمول را برای خود به دست آورند، همان‌طور که پادشاهان فرانسوی در دوران پاپی آوینیون نیز چنین کردند.